# Sainte-Colombe (Ille-et-Vilaine)
Pour les articles homonymes, voir Sainte-Colombe.
Sainte-Colombe est une commune française située dans le département d'Ille-et-Vilaine en région Bretagne, peuplée de 364 habitants.

## Géographie
Sainte-Colombe est bordée au sud et au sud-est par la commune de Coësmes, dont le bourg est très proche (1,4 kilomètre). Au nord, elle jouxte le territoire de Janzé et du Theil-de-Bretagne. À l'est, elle est limitrophe de La Couyère.
La commune est traversée d'ouest en est par la route départementale 47, qui la relie à Coësmes et poursuit jusqu'à Retiers à l'est, et à l'ouest vers Tresbœuf et jusqu'à Poligné. La départementale 46 relie Sainte-Colombe à Janzé au nord, et la départementale relie la commune au Theil-de-Bretagne. Le bourg est concentré au point de jonction de ces trois axes routiers. Plusieurs hameaux sont situés dans les terres plus au nord. La départementale 99 traverse brièvement l'est du territoire de Sainte-Colombe, entre Coësmes et Le Theil de Bretagne.

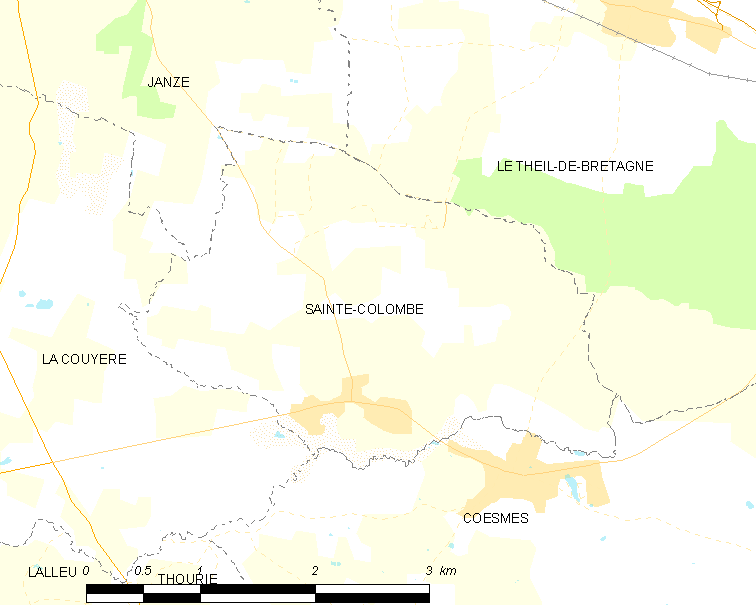
Carte de la commune de Sainte-Colombe.

| Janzé      |                | Le Theil-de-Bretagne |
| La Couyère | Sainte-Colombe |                      |
|            | Coësmes        |                      |

### Hydrographie
Pour un article plus général, voir Réseau hydrographique d'Ille-et-Vilaine.
La commune est située dans le bassin Loire-Bretagne. Elle est drainée par le Gadouilles, le ruisseau de la Ville ogé et le ruisseau des Gadouilles,,.
Le Gadouilles, d'une longueur de 12 km, prend sa source dans la commune de Martigné-Ferchaud et se jette  dans le Couyère à La Couyère, après avoir traversé cinq communes. 

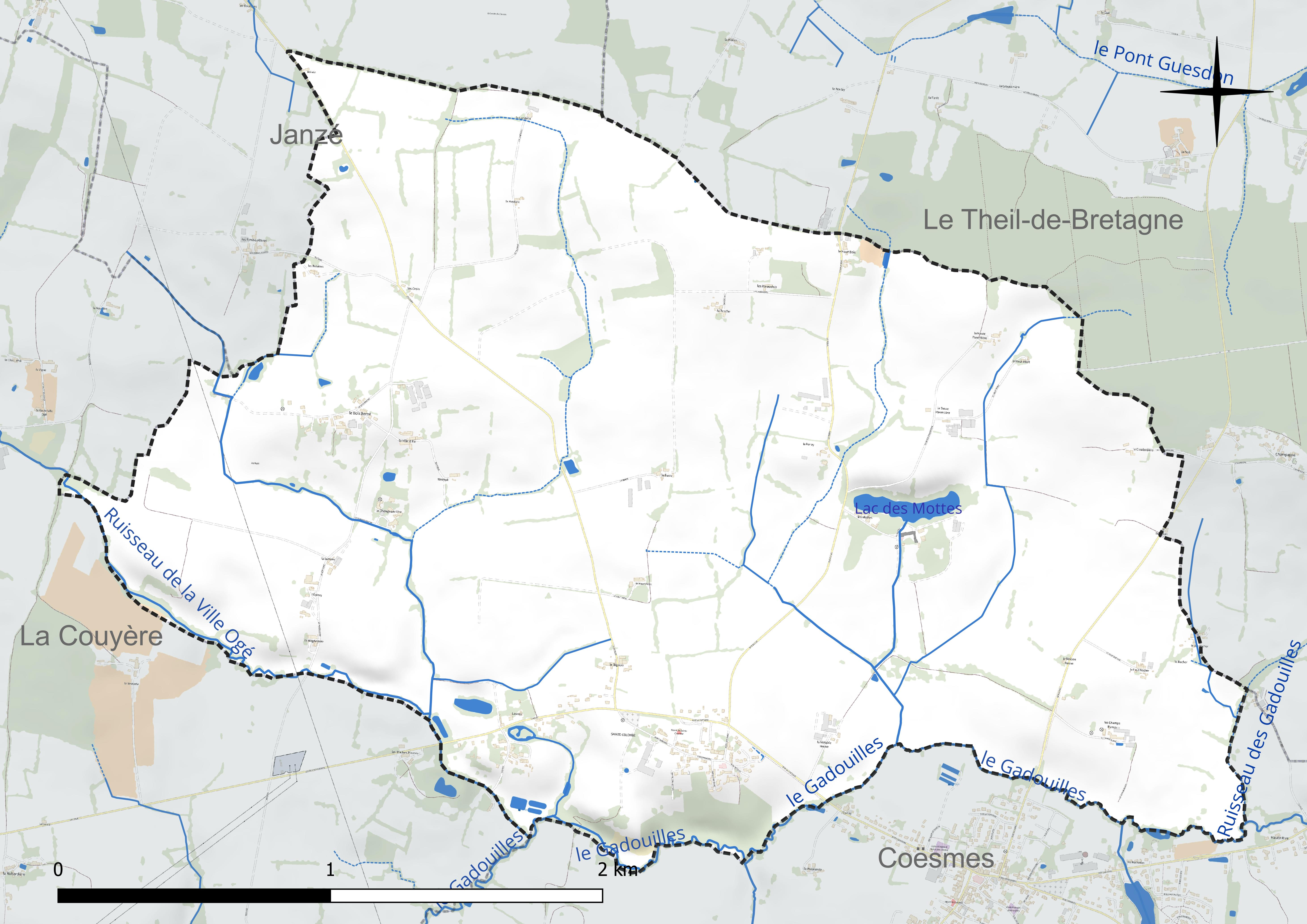
Réseau hydrographique de Sainte-Colombe.

Un plan d'eau complète le réseau hydrographique : le lac des Mottes (2,36 ha),.

### Climat
Pour des articles plus généraux, voir Climat de la Bretagne et Climat d'Ille-et-Vilaine.
En 2010, le climat de la commune est de type climat océanique altéré, selon une étude du CNRS s'appuyant sur une série de données couvrant la période 1971-2000. En 2020, Météo-France publie une typologie des climats de la France métropolitaine dans laquelle la commune est exposée à un climat océanique et est dans la région climatique  Bretagne orientale et méridionale, Pays nantais, Vendée, caractérisée par une faible pluviométrie en été et une bonne insolation. Parallèlement l'observatoire de l'environnement en Bretagne publie en 2020 un zonage climatique de la région Bretagne, s'appuyant sur des données de Météo-France de 2009. La commune est, selon ce zonage, dans la zone « Sud Est », avec des étés relativement chauds et ensoleillés.  
Pour la période 1971-2000, la température annuelle moyenne est de 11,6 °C, avec une amplitude thermique annuelle de 13,3 °C. Le cumul annuel moyen de précipitations est de 714 mm, avec 12,1 jours de précipitations en janvier et 6,5 jours en juillet. Pour la période 1991-2020, la température moyenne annuelle observée sur la station météorologique la plus proche, située sur la commune d'Arbrissel à 12 km à vol d'oiseau, est de 12,1 °C et le cumul annuel moyen de précipitations est de 718,7 mm,. Pour l'avenir, les paramètres climatiques de la commune estimés pour 2050 selon différents scénarios d'émission de gaz à effet de serre sont consultables sur un site dédié publié par Météo-France en novembre 2022.

## Urbanisme

### Typologie
Au 1er janvier 2024, Sainte-Colombe est catégorisée commune rurale à habitat dispersé, selon la nouvelle grille communale de densité à sept niveaux définie par l'Insee en 2022.
Elle est située hors unité urbaine. Par ailleurs la commune fait partie de l'aire d'attraction de Rennes, dont elle est une commune de la couronne,. Cette aire, qui regroupe 183 communes, est catégorisée dans les aires de 700 000 habitants ou plus (hors Paris),.

### Occupation des sols
L'occupation des sols de la commune, telle qu'elle ressort de la base de données européenne d'occupation biophysique des sols Corine Land Cover (CLC), est marquée par l'importance des territoires agricoles (96,2 % en 2018), une proportion sensiblement équivalente à celle de 1990 (96,4 %). La répartition détaillée en 2018 est la suivante : 
terres arables (71,5 %), zones agricoles hétérogènes (18 %), prairies (6,7 %), zones urbanisées (3,6 %), forêts (0,2 %). L'évolution de l'occupation des sols de la commune et de ses infrastructures peut être observée sur les différentes représentations cartographiques du territoire : la carte de Cassini (XVIIIe siècle), la carte d'état-major (1820-1866) et les cartes ou photos aériennes de l'IGN pour la période actuelle (1950 à aujourd'hui).

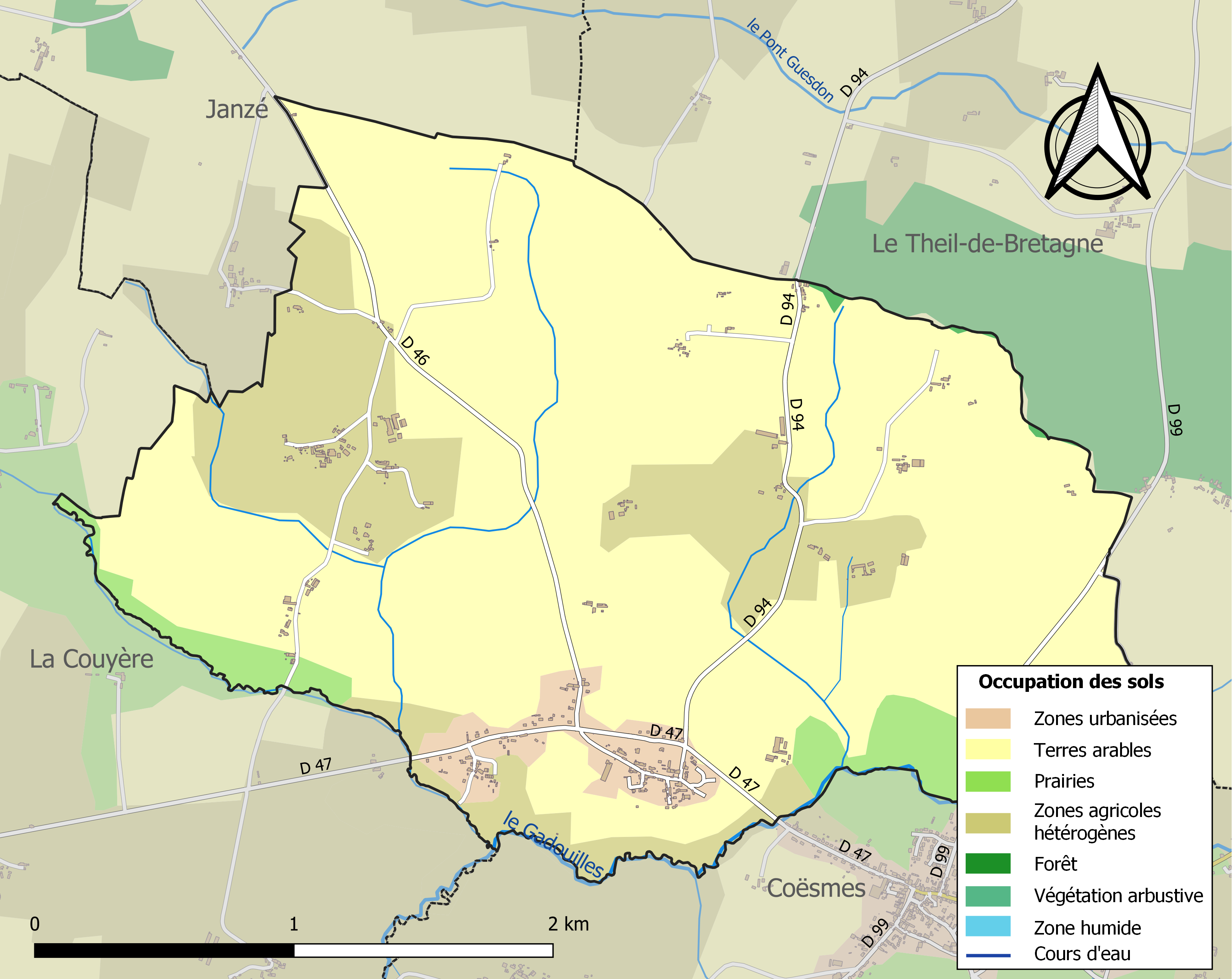
Carte des infrastructures et de l'occupation des sols de la commune en 2018 (CLC).

## Toponymie
Le nom de la localité est attesté sous les formes parochia de Sancta Columba en 1240, Sancta Columba en 1241, ecclesia Sanctœ Columbœ en 1516.
Le nom de la commune est une référence à Colombe de Sens, martyre décapitée sur ordre de l'empereur Aurélien le 31 décembre 273 à Sens dans l'actuel département de l'Yonne. Plusieurs villes de France ont glorifié la sainte en lui donnant son nom. En Ille-et-Vilaine, un village de ce nom existe depuis le XIIIe siècle.
Le nom de la commune est Saentt-Cólonbb-an-la-Méy en gallo et Santez-Koulm en breton.

## Histoire

### Moyen Âge
Sainte-Colombe était déjà une paroisse en 1240 (et probablement bien avant) : en effet cette année-là, selon Dom Morice, Geoffroy de Pouancé, seigneur de La Guerche donna en dot à sa fille Thomasse, qu'il mariait à André III de Vitré, différents biens qu'il possédait dans le bourg et la paroisse de Sainte-Colombe. La paroisse dépendait de la châtellenie du Désert.

### Temps modernes
Jean-Baptiste Ogée décrit ainsi Sainte-Colombe en 1778 :

« Sainte-Colombe ; sur une petite élévation ; à 6 lieues et demie au Sud-Est de Rennes, son évêché et son ressort ; et à 5 lieues de Châteaubriand, sa subdélégation. On y compte 250 communiants ; la cure est à l'alternative. Le territoire est un pays plat, et produit du grain et du cidre. »

À la veille de la Révolution française, l'abbaye Saint-Georges de Rennes levait le quart des dîmes de la paroisse.

### Révolution française etXIXesiècle
L'assemblée des paroissiens de sainte-Colombe se tint le 31 mars 1789 sous la présidence d'Hippolithe Odye, sénéchal de Sainte-Colombe et avocat au Parlement de Bretagne: elle rédigea un cahier de doléances dont le contenu est disponible sur le site Internet cité en référence ; 25 paroissiens étaient présents (dont Joseph-Jacques Gautier, avocat, procureur fiscal de la juridiction des Mottes) et deux députés furent désignés pour représenter la paroisse à l'assemblée du tiers état de la sénéchaussée : Hippolyte Odye et Siméon Demé, sieur des Villes.
La paroisse de Sainte-Colombe est supprimée en 1792 et rattachée à Coësmes, puis de nouveau rendue indépendante par ordonnance royale en 1826.
A. Marteville et P. Varin, continuateurs d'Ogée, décrivent ainsi Sainte-Colombe en 1853 :

« Sainte-Colombe (sous l'invocation de sainte Colombe, fêté le 30 décembre) ; commune formée de l'ancienne paroisse de ce nom  ; aujourd'hui succursale. (...) Principaux villages : le Bois-Tertre, la Troche, la Parentière,Launay. Maison notable : les Mottes. Superficie totale : 757 hectares 89 ares, dont (...) terres labourables 462 ha, terres labourables 125 ha, prés et pâturages 125 ha, bois 14 ha, vergers et jardins 19 ha, landes et incultes 105 ha, étangs 3 ha (...). Le bourg de Sainte-Colombe est bâti sur une colline escarpée à l'orient, au sud et à l'occident, et présentant au nord une pente douce. L'église, qui a été réédifiée en grande partie dans l'année 1658 est régulière ; le maître-autel est d'une bonne exécution ; le jardin du presbytère, bien situé, a une vue magnifique, à l'ouest et au sud-ouest. À l'époque du Concordat Sainte-Colombe fut réunie , pour le spirituel seulement, à la paroisse de Coësmes. En 1828 elle devint succursale de la paroisse de Retiers, son chef-lieu de canton. Au pied de la colline de Sainte-Colombe est une excellente ardoisière, dite de la Roche-Pierre ou de Sainte-Colombe, bien qu'elle soit située dans La Couyère. Le sol est ferile ; il produit des céréales, du chanvre, du lin, du cidre. Le logis des Mottes n'offre rien de remarquable ; mais une pièce d'eau qui lui est contigüe est d'une limpidité admirable.On dit qu'elle fut creusée pour élever les tertres qui existent autour du manoir des Mottes, probablement comme intersigne féodal. Géologie : schiste argileux ; quartzite au nord et au sud. On parle le français [en fait le gallo]. »

### LeXXesiècle
Un lac artificiel, le "Lac des Mottes" a été créé au début du XXe siècle dans la commune avec un affouillement de trois hectares : c'est devenu un lieu de pêche et de loisirs.

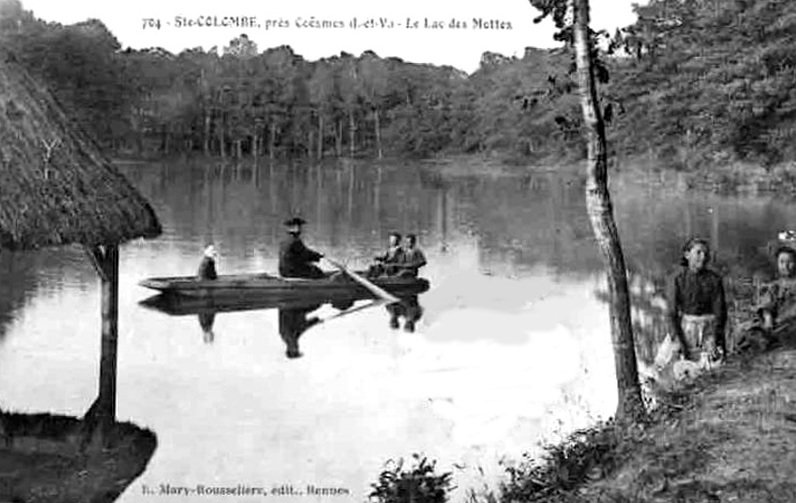
Le lac des Mottes au début du XXe siècle (carte postale).

#### La Première Guerre mondiale

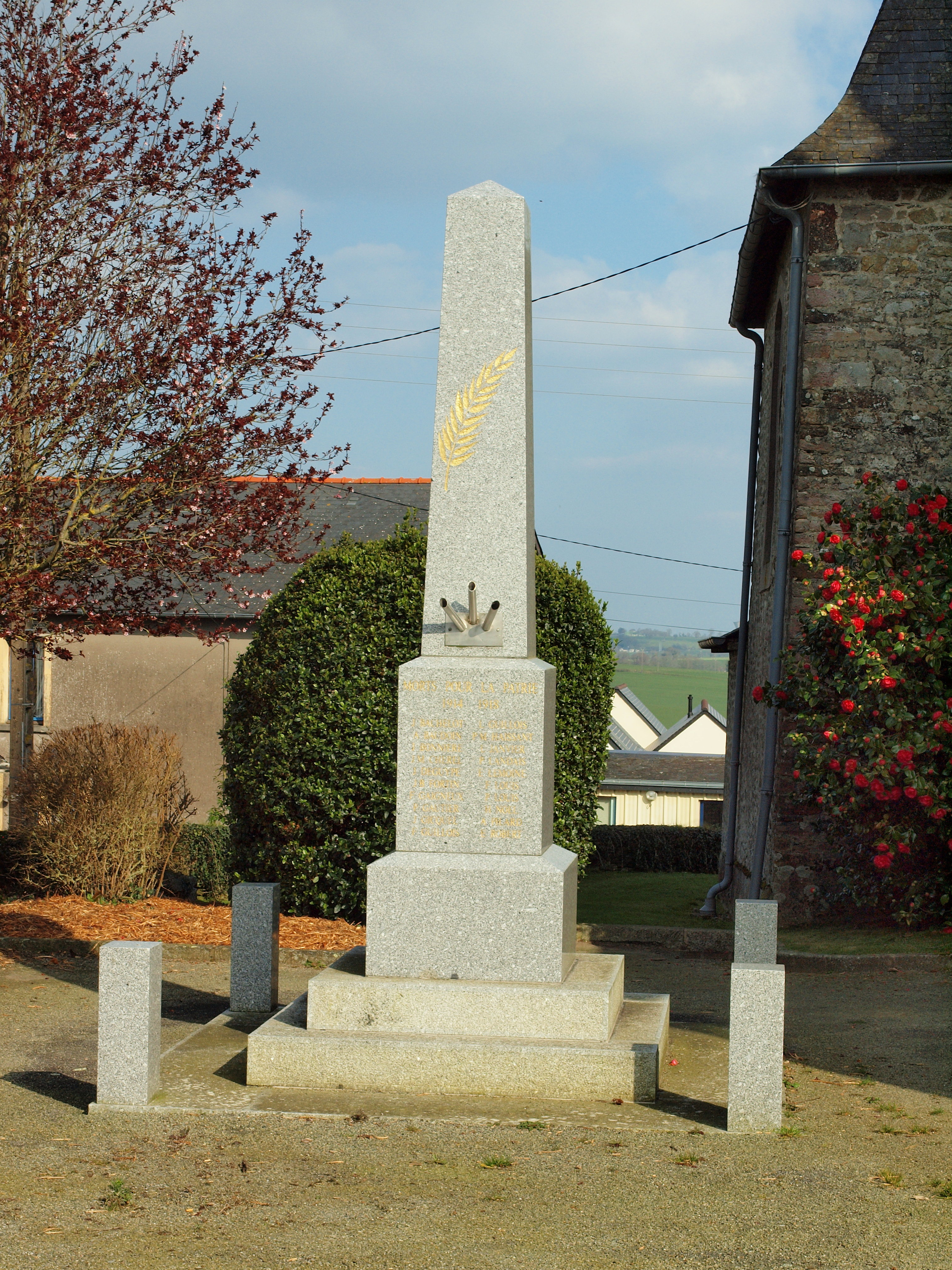
Le monument aux morts de Sainte-Colombe.

Le monument aux morts de Sainte-Colombe porte les noms de 20 soldats morts pour la France pendant la Première Guerre mondiale ; parmi eux, un au moins (Armand Pilard, soldat au 124e régiment d'infanterie) est mort en Belgique dès le 23 août 1914 ; Pierre Landais, caporal au 70e régiment d'infanterie, dernier mort de la guerre dans la commune, est mort de maladie en captivité en Allemagne le 3 août 1918 ; la plupart des autres sont décédés sur le sol français ; trois soldats au moins (Julien Deguype, Hippolyte Noël et Armand Pilard) ont été décorés à la fois de la Médaille militaire et de la Croix de guerre.

#### La Seconde Guerre mondiale
Sainte-Colombe n'a eu aucun mort pour la France pendant la Seconde Guerre mondiale

## Politique et administration

### Liste des maires

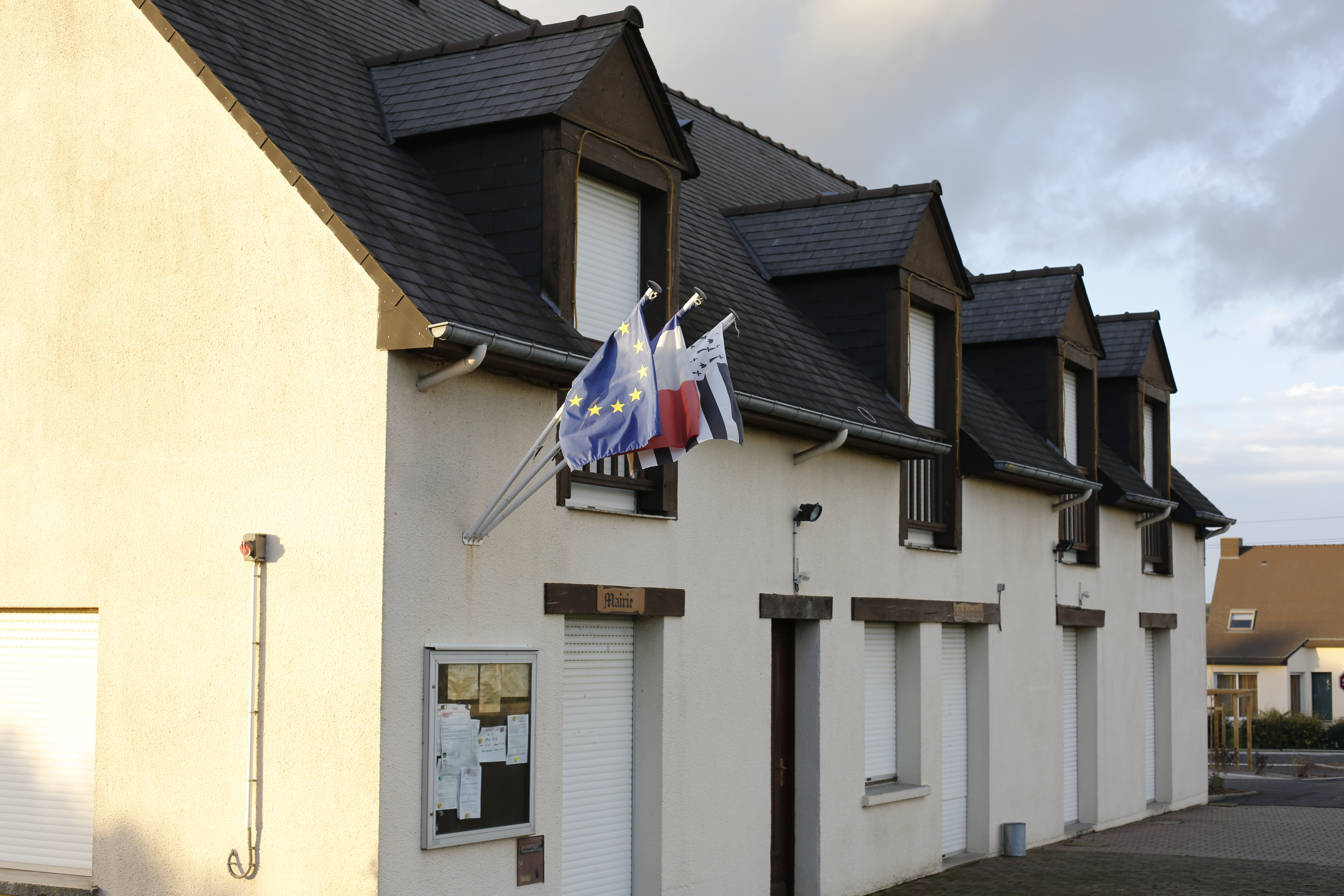
La mairie.

| Période                                  | Période                    | Identité        | Étiquette | Qualité                                  |
| ---------------------------------------- | -------------------------- | --------------- | --------- | ---------------------------------------- |
| 1794                                     |                            | Siméon Demé     |           |                                          |
|                                          |                            |                 |           |                                          |
| mars 1977                                | mars 2008                  | René Castellier |           | Agriculteur.                             |
| mars 2008                                | mars 2014                  | Daniel Launay   |           | Retraité de l'agroalimentaire.           |
| mars 2014                                | octobre 2016 (démission)   | Étienne Petibon | SE        | Retraité de l'industrie agroalimentaire. |
| 3 octobre 2016                           | 25 mai 2020                | Gilbert Pilard  | DVD-LR    | Retraité de l'agriculture.               |
| 25 mai 2020                              | 11 décembre 2021 Démission | Nelly Malnoë    | DVD       | Retraitée, ancienne 3e adjointe.         |
| 6 janvier 2022                           | 28 février 2022            | Sylvie Thomeret | SE        | Maire par intérim                        |
| 28 février 2022                          | En cours                   | Julien Richard  |           | Maître d'œuvre.                          |
| Les données manquantes sont à compléter. |                            |                 |           |                                          |

### Jumelages
Avec les huit autres communes du canton de Retiers, aujourd'hui supprimé, Sainte-Colombe est jumelée avec :
- Mieścisko (Pologne) depuis mars 1998

## Démographie
L'évolution du nombre d'habitants est connue à travers les recensements de la population effectués dans la commune depuis 1793. Pour les communes de moins de 10 000 habitants, une enquête de recensement portant sur toute la population est réalisée tous les cinq ans, les populations de référence des années intermédiaires étant quant à elles estimées par interpolation ou extrapolation. Pour la commune, le premier recensement exhaustif entrant dans le cadre du nouveau dispositif a été réalisé en 2007.
En 2022, la commune comptait 364 habitants, en évolution de +6,43 % par rapport à 2016 (Ille-et-Vilaine : +5,46 %, France hors Mayotte : +2,11 %).
| 1793 | 1800 | 1806 | 1821 | 1831 | 1836 | 1841 | 1846 | 1851 |
| ---- | ---- | ---- | ---- | ---- | ---- | ---- | ---- | ---- |
| 450  | 446  | 397  | 207  | 512  | 519  | 528  | 531  | 597  |

| 1856 | 1861 | 1866 | 1872 | 1876 | 1881 | 1886 | 1891 | 1896 |
| ---- | ---- | ---- | ---- | ---- | ---- | ---- | ---- | ---- |
| 550  | 538  | 532  | 488  | 504  | 560  | 506  | 495  | 478  |

| 1901 | 1906 | 1911 | 1921 | 1926 | 1931 | 1936 | 1946 | 1954 |
| ---- | ---- | ---- | ---- | ---- | ---- | ---- | ---- | ---- |
| 427  | 440  | 424  | 345  | 358  | 351  | 343  | 320  | 303  |

| 1962 | 1968 | 1975 | 1982 | 1990 | 1999 | 2006 | 2007 | 2012 |
| ---- | ---- | ---- | ---- | ---- | ---- | ---- | ---- | ---- |
| 307  | 296  | 277  | 276  | 262  | 272  | 300  | 304  | 311  |

| 2017 | 2022 | - | - | - | - | - | - | - |
| ---- | ---- | - | - | - | - | - | - | - |
| 351  | 364  | - | - | - | - | - | - | - |

## Économie
La commune accueille depuis 1996 la brasserie Sainte-Colombe, qui produit des bières réputées. En 2020, la brasserie déménage à Corps-Nuds dans des locaux plus grands.

## Lieux et monuments

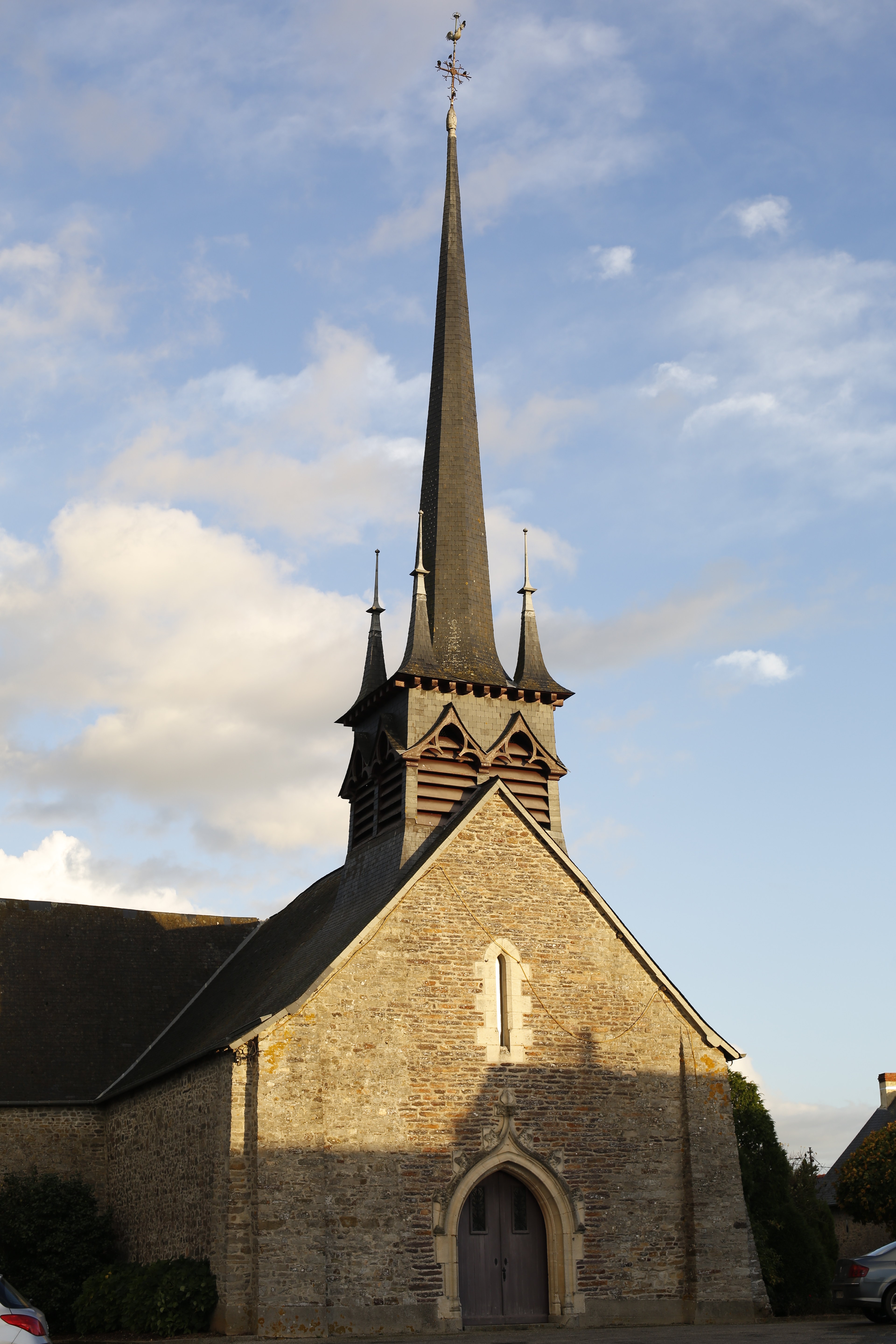
L'église Sainte-Colombe.

- L'église paroissiale de Sainte-Colombe est reconstruite au XVIIe siècle sur le plan d'une croix latine et est consacrée le 1er décembre 1658. Sa porte est de style gothique, ornée de fleurons et de moulures. Le maître-autel a été réalisé entre 1663 et 1664 par Jean Simonneau et Pierre Robin. Il est constitué de tuffeau et de bois polychrome. L'église a été modifiée et dotée de son clocher actuel en 1888 par Arthur Regnault[38].

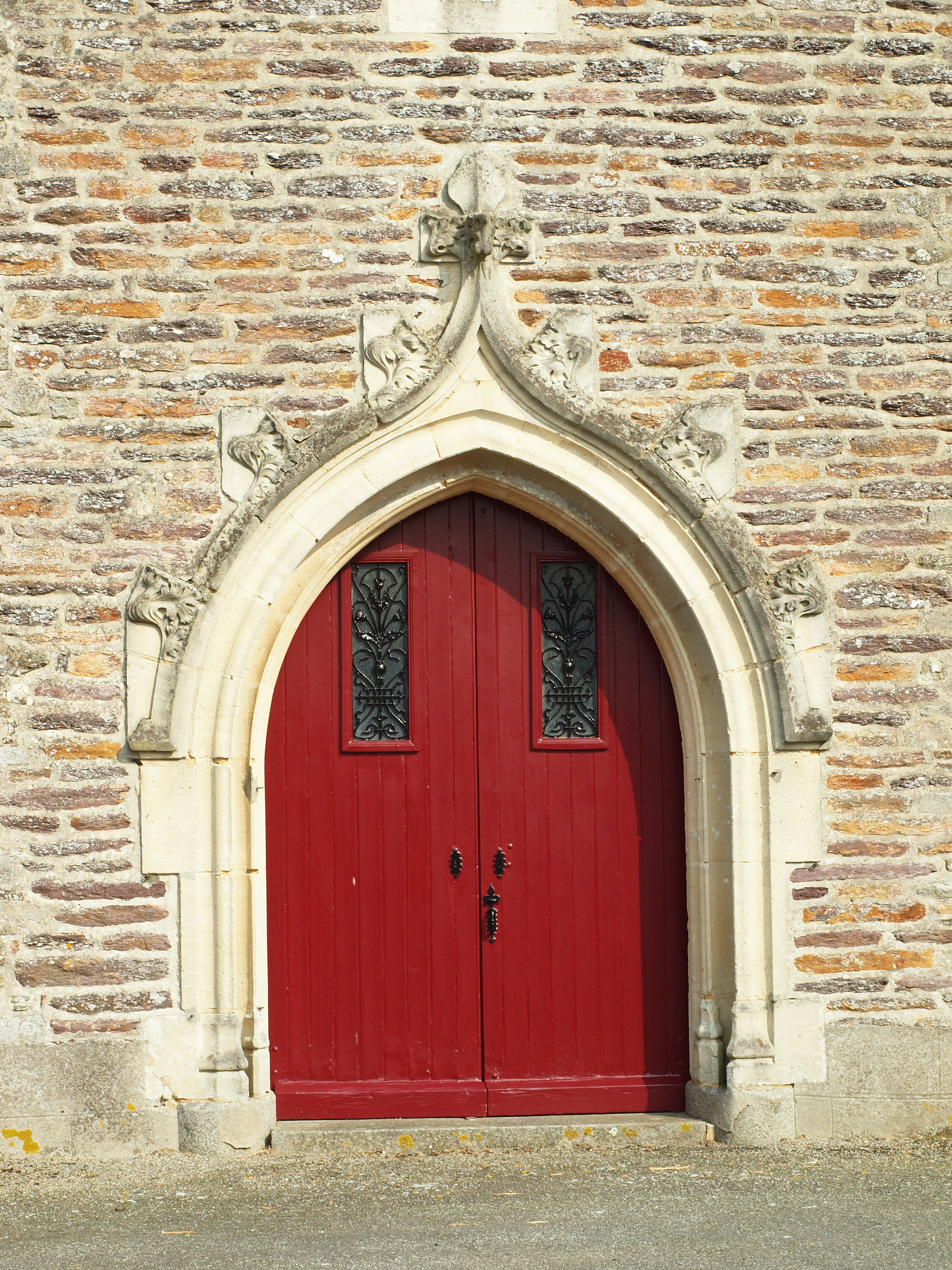
Église Sainte-Colombe : la porte d'entrée située à l'est.
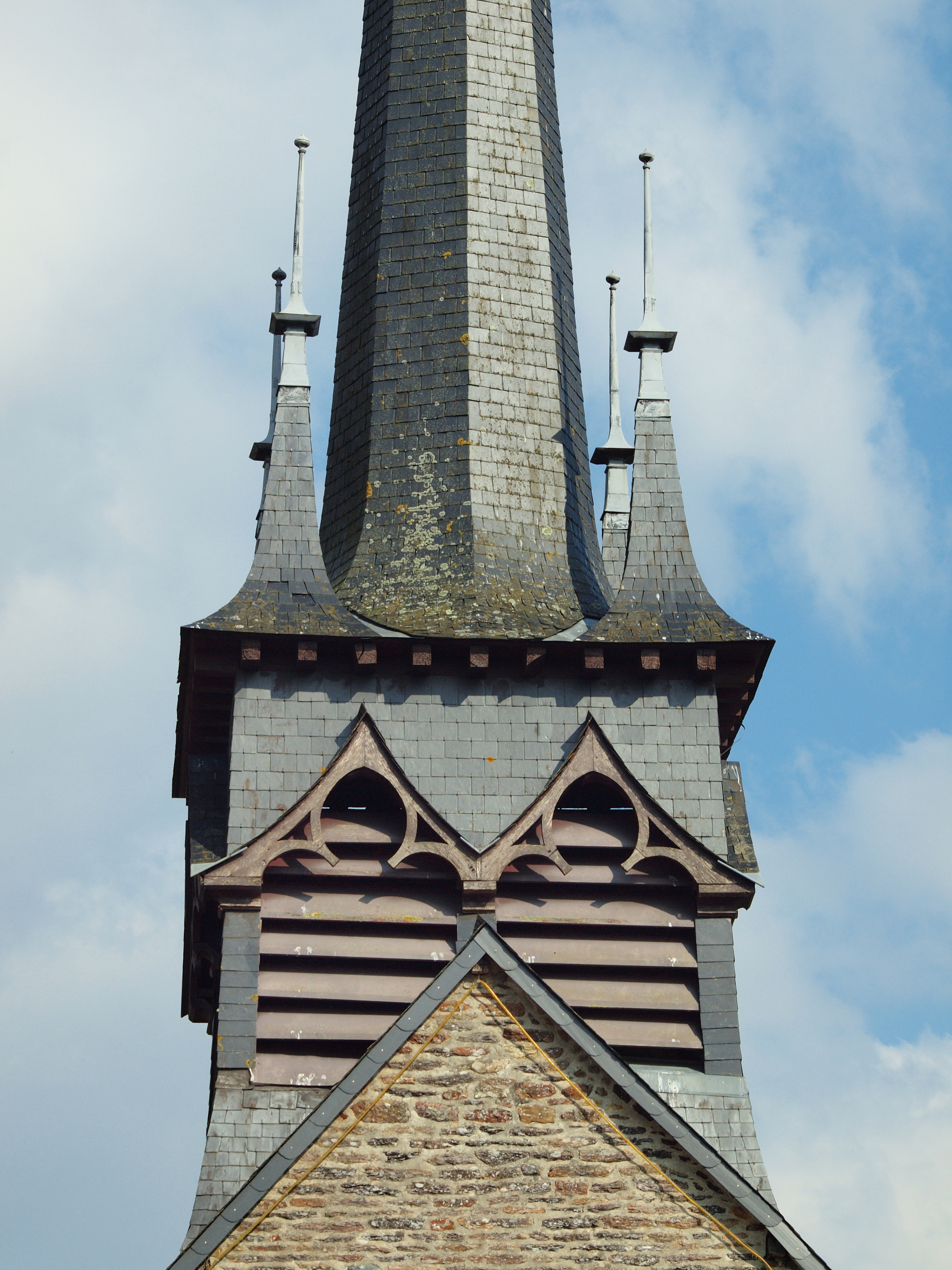
Église Sainte-Colombe : la chambre des cloches.
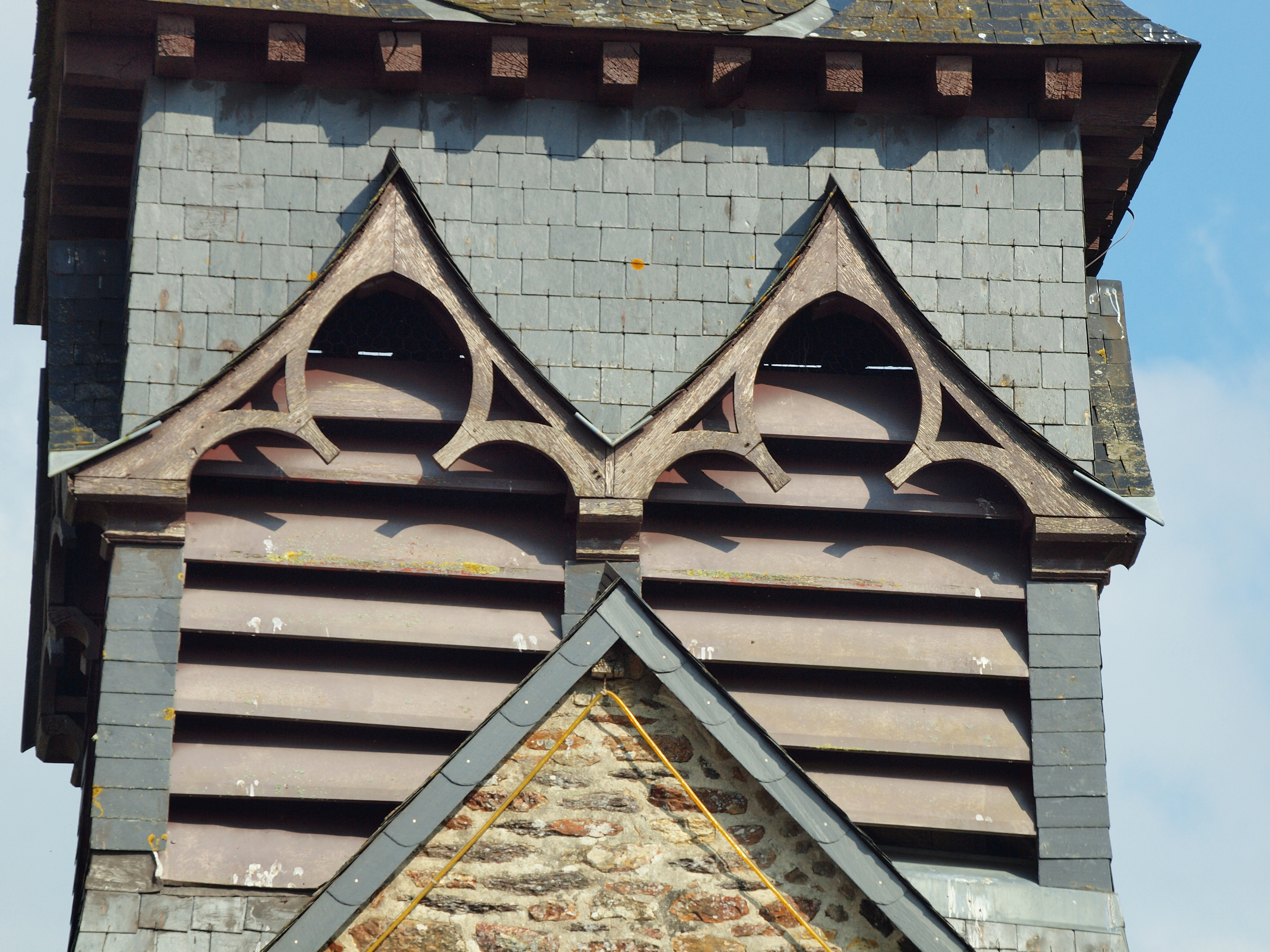
Église Sainte-Colombe : la chambre des cloches (détail).
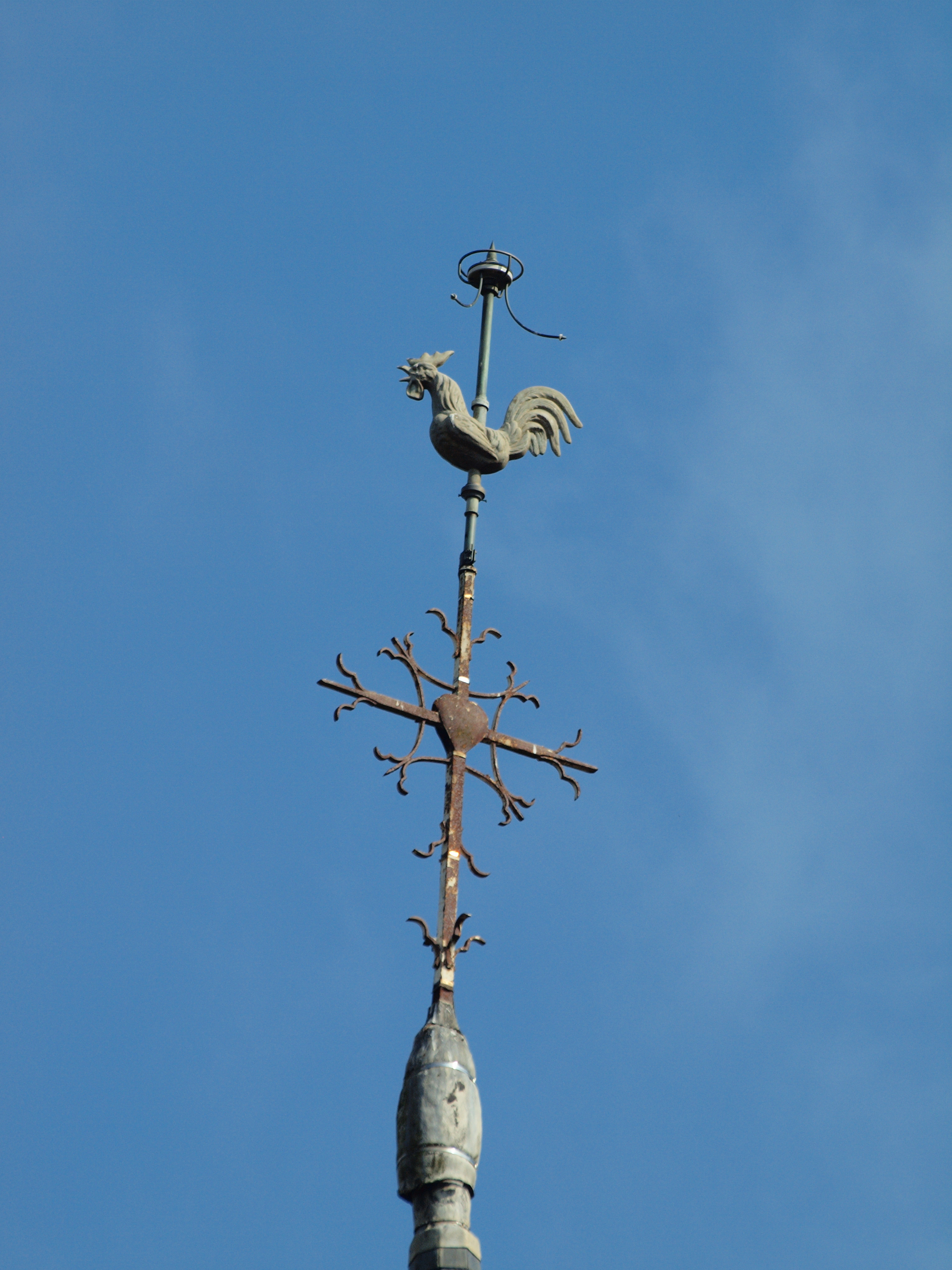
Église Sainte-Colombe : le sommet de la flèche.

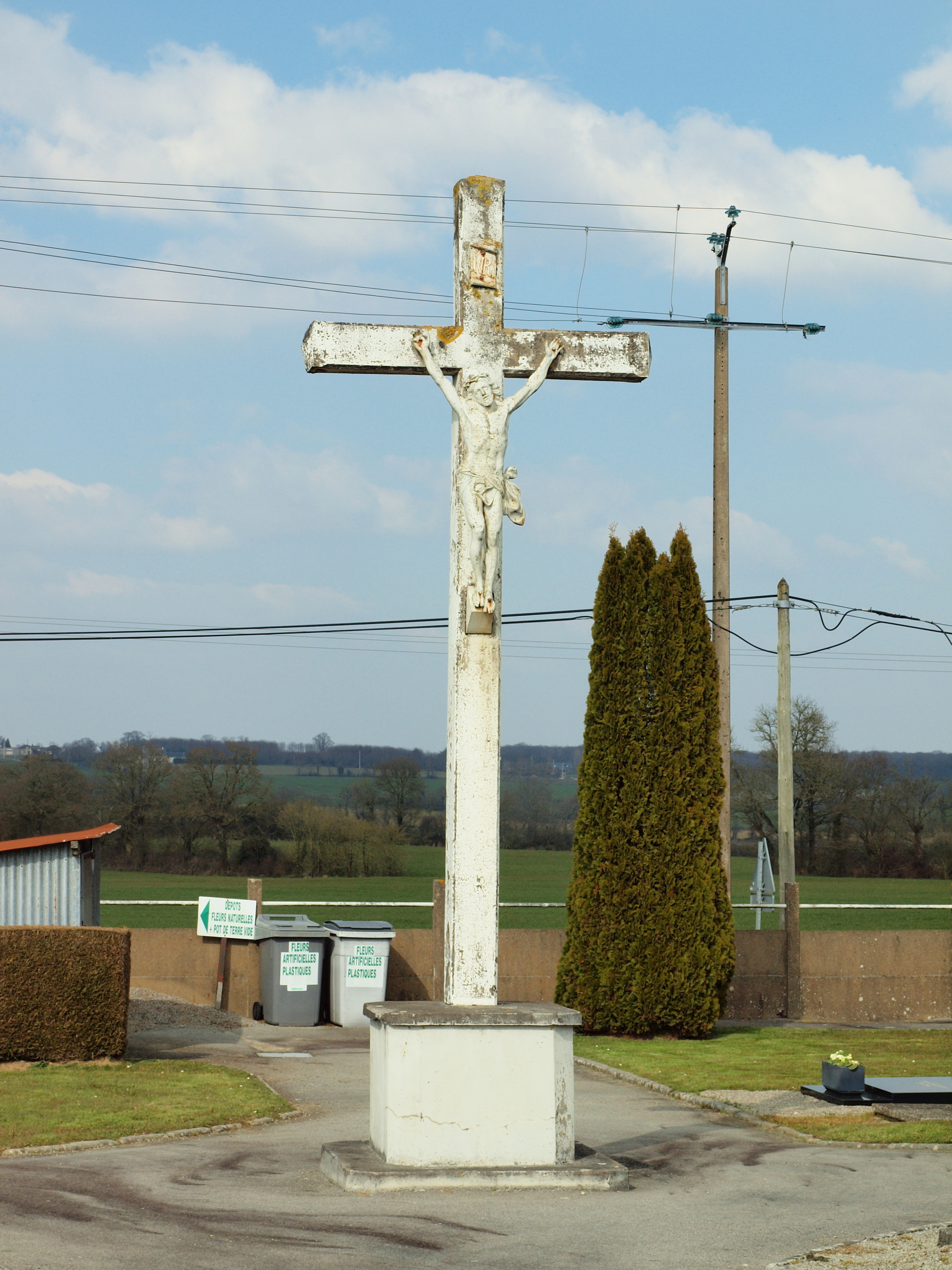
Le calvaire du cimetière.

- Le calvaire du cimetière.

- Croix de chemin.

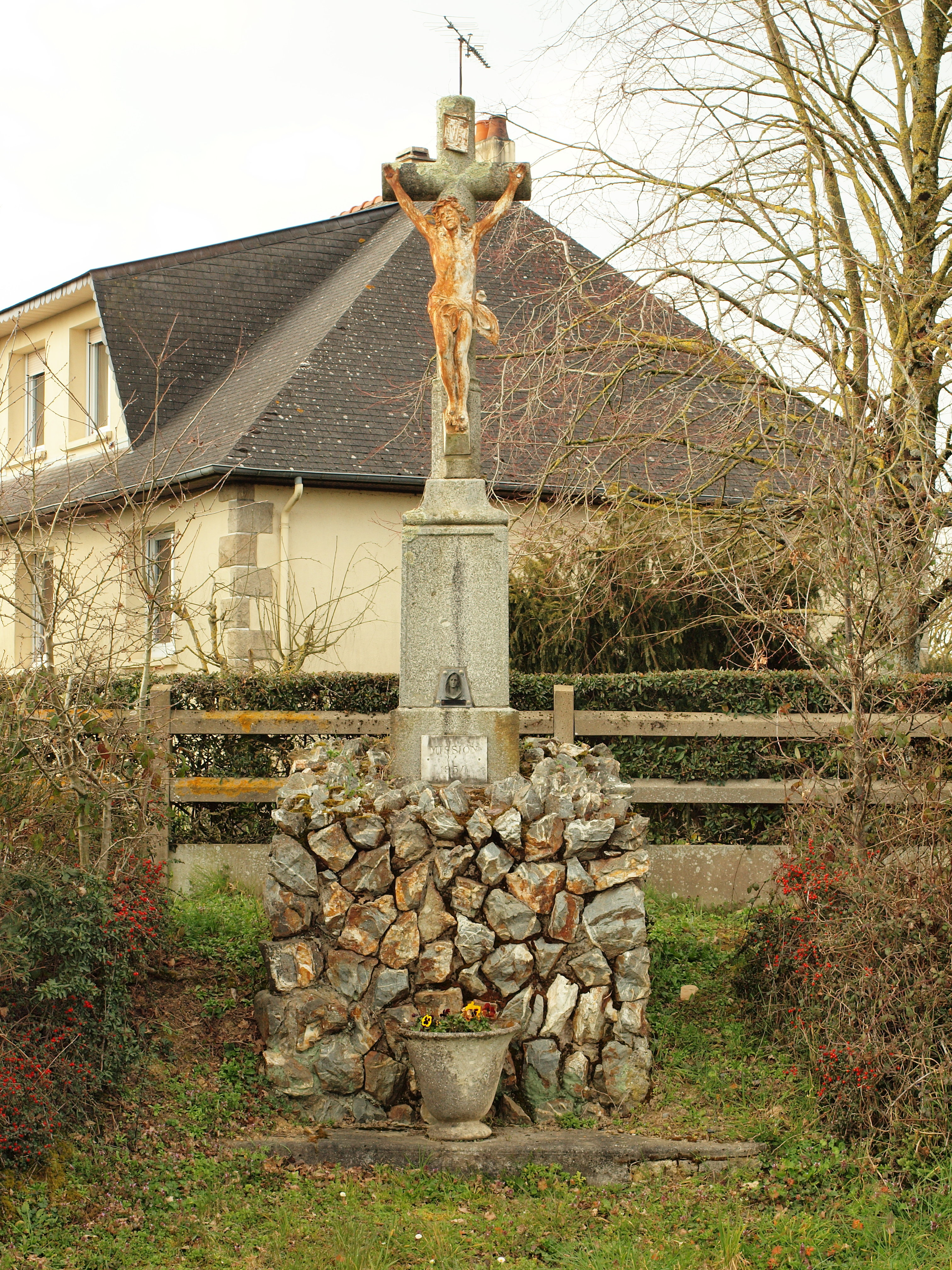
Croix de chemin.

- Plusieurs manoirs dont le manoir de la Grée qui date des XVIIe et XVIIIe siècles et possède une tour carrée.

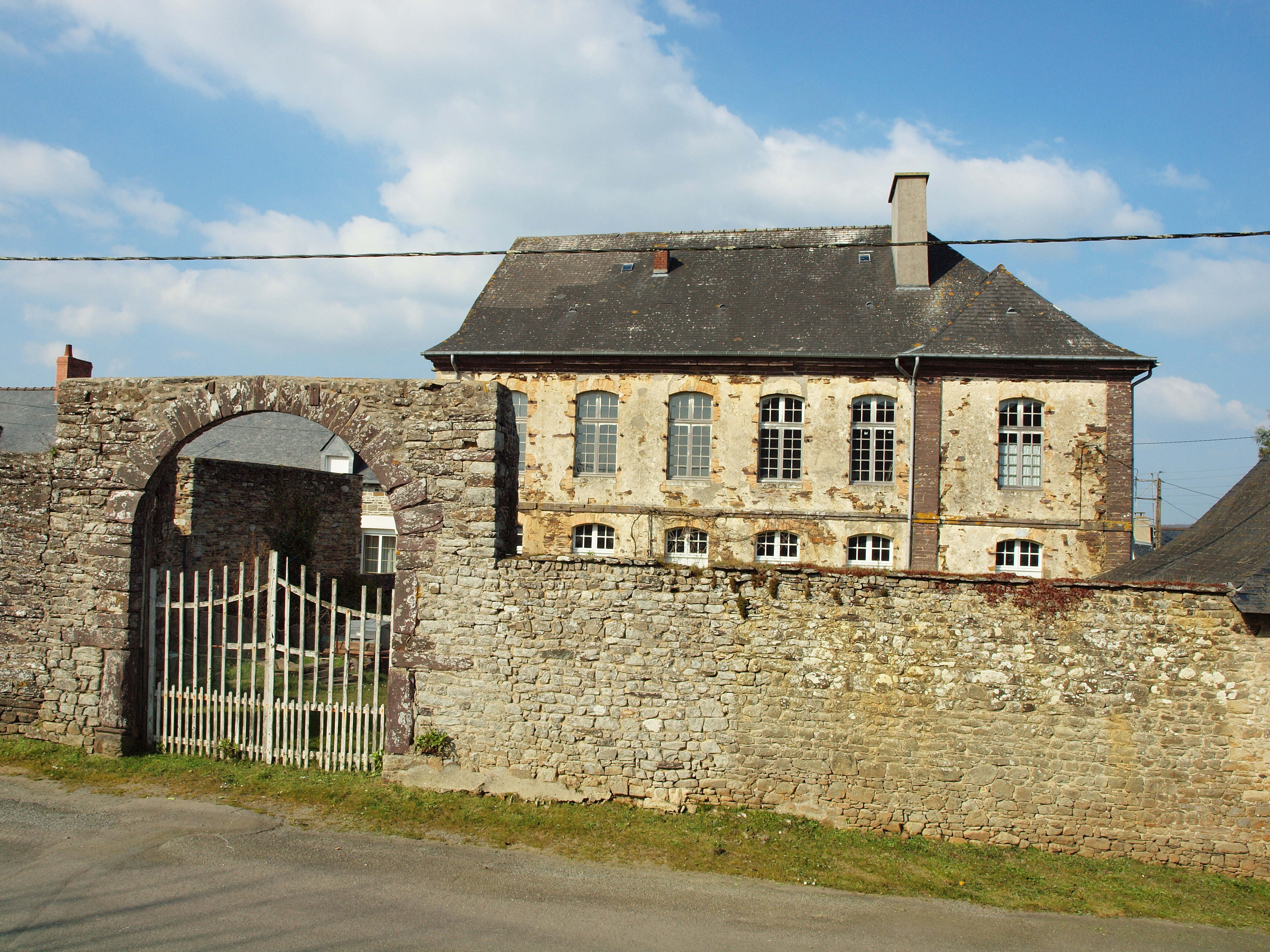
Le manoir des Sortoires.